# Chettinad

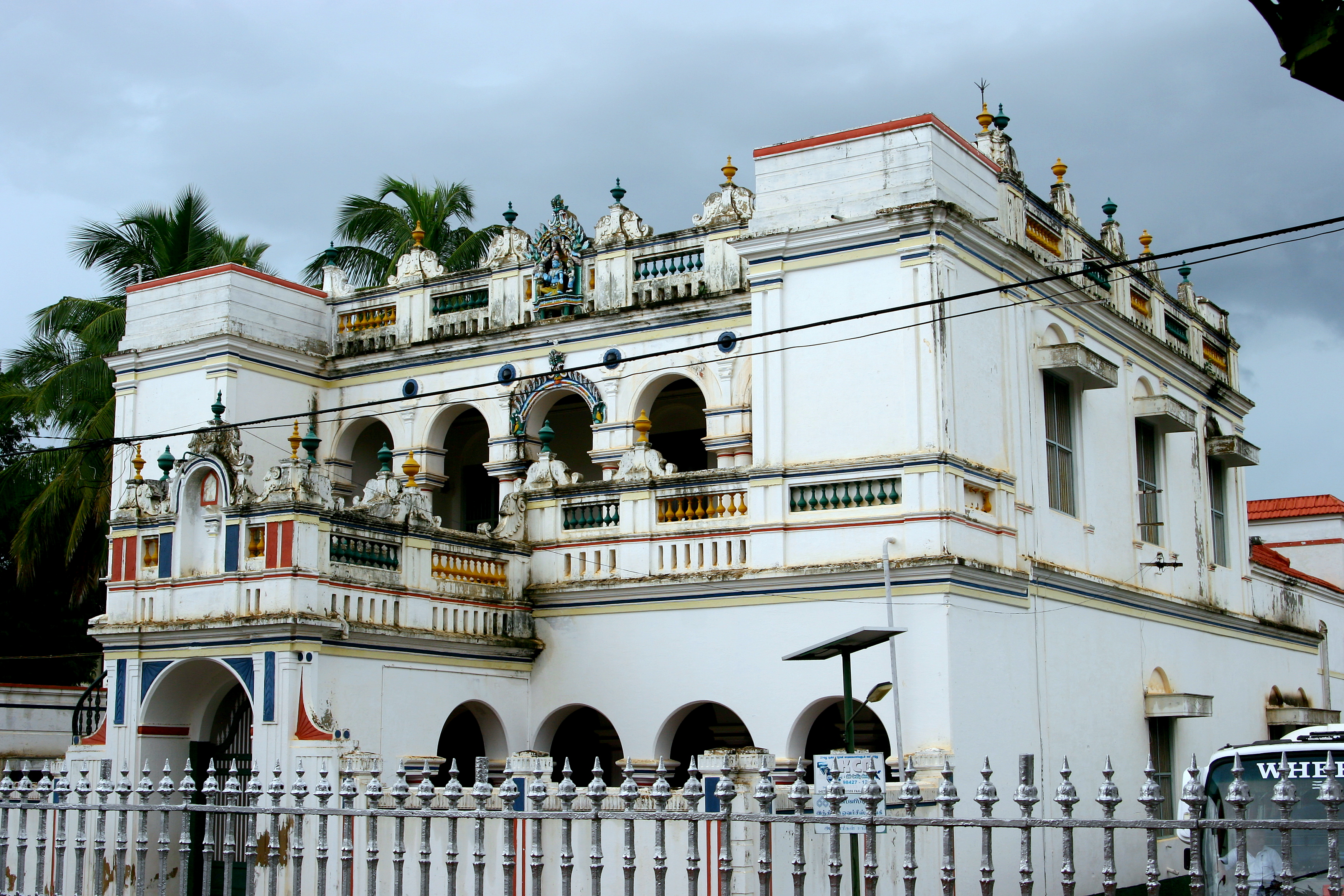
Anwesen in Chettinad

Chettinad (auch Chettinadu, Tamil: செட்டிநாடு Ceṭṭināṭu [ˈtʃeʈːinɑːɖɯ] „Chetti-Land“) ist eine Region im südindischen Bundesstaat Tamil Nadu. Sie liegt im Distrikt Sivaganga im Süden des Bundesstaates rund um die Stadt Karaikkudi. Chettinad ist die Heimat der Händlerkaste der Nattukottai Chettiar und für sein reiches Architektur- und Kulturerbe bekannt.

## Architektur

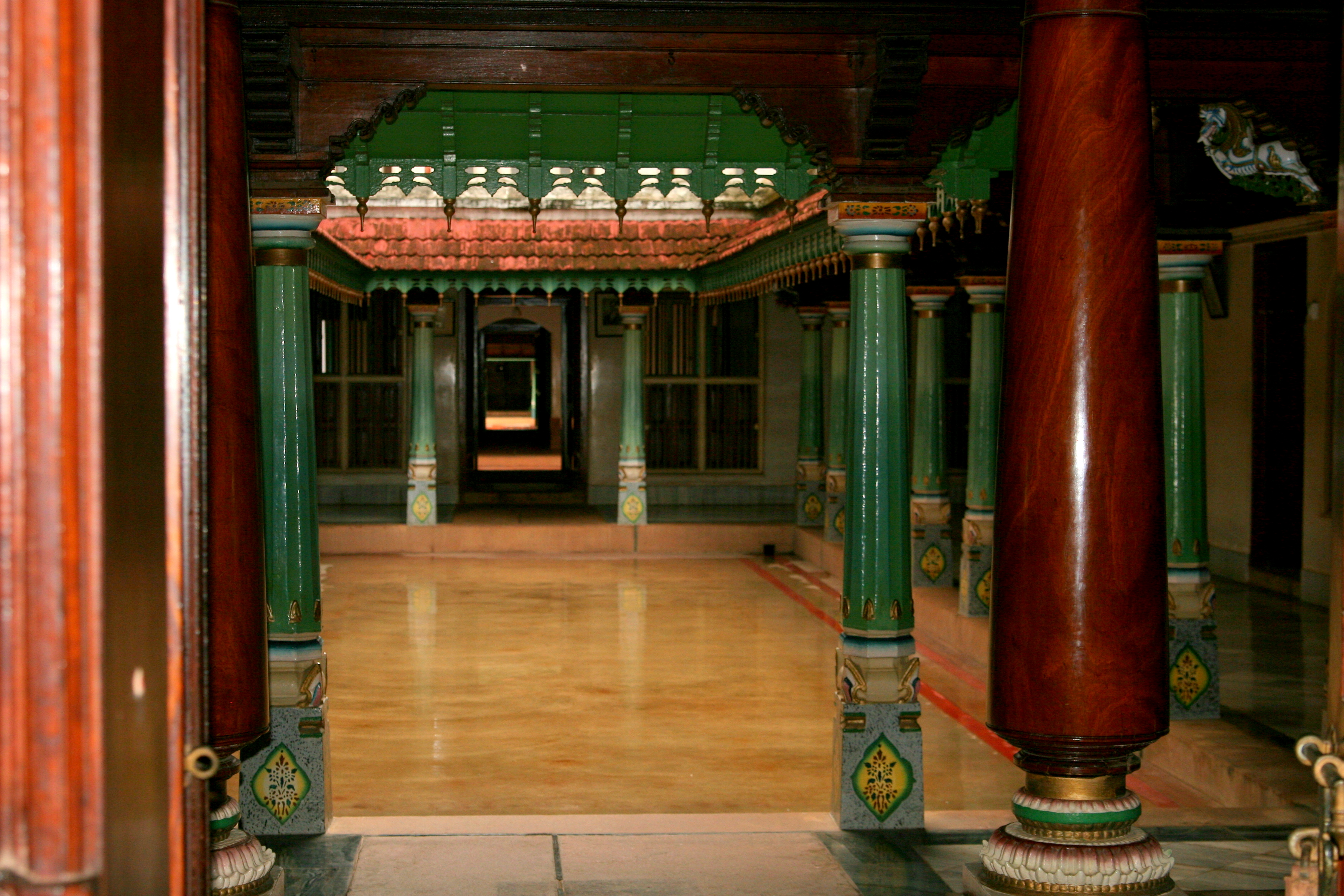
Innenhof eines Chettinad-Anwesens

Die aus der Region Chettinad stammende Gemeinschaft der Nattukottai Chettiar oder Nagarathar brachte es während der britischen Kolonialzeit im 19. Jahrhundert als Händler in Südostasien zu erheblichem Reichtum. In ihren Heimatorten erbauten die Chettiar-Händler mit dem neu erworbenen Geld opulente Anwesen. So entwickelte sich eine eigene regionale Architekturtradition, die sich durch die Kombination traditioneller tamilischer und europäischer Architekturelemente und die Einbeziehung luxuriöser importierter Baumaterialien wie Teakholz aus Burma oder Marmor aus Italien auszeichnet. Viele dieser Anwesen finden sich in der Stadt Karaikkudi, aber auch in kleineren Orten wie Kanadukathan, wo sich mit dem Palast der Rajas von Chettinad (ein Ehrentitel, den die Briten einer einflussreichen Händlerfamilie verliehen) ein besonders opulentes Beispiel für diesen Architekturstil findet. Nachdem zwischenzeitlich viele der alten Häuser verfallen waren, weil ihre Besitzer nicht mehr für den Unterhalt aufkommen konnten, wird nun in Chettinad vermehrt versucht, in den Tourismus zu investieren, um so das Kulturerbe zu erhalten. Im Zuge dieser Entwicklung werden viele der Chettinad-Anwesen saniert und zu Luxushotels umgebaut. Seit 2014 steht eine Gruppe von elf Dörfern in Chettinad auf der Tentativliste Indiens für die Aufnahme in das UNESCO-Weltkulturerbe.

## Küche

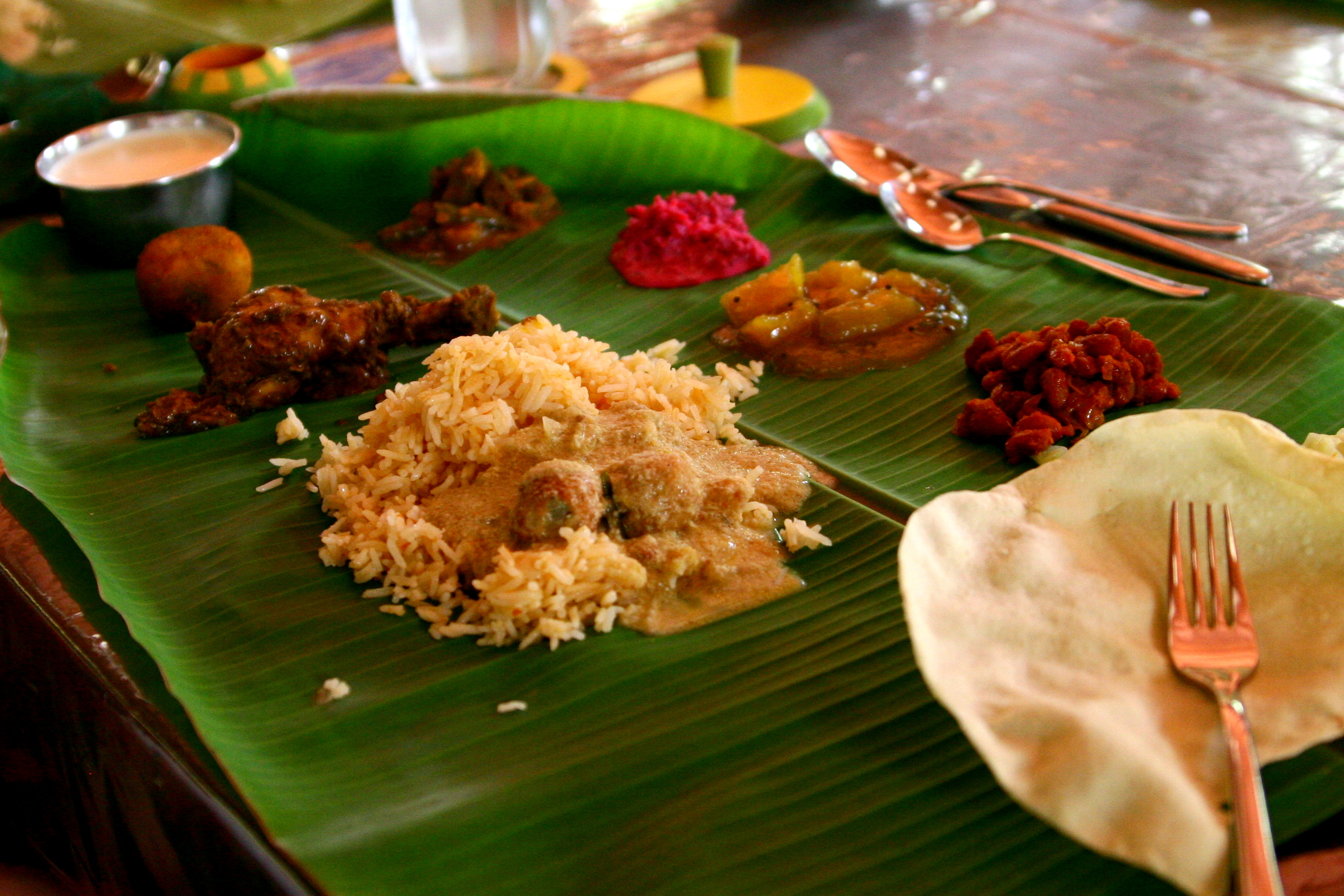
Eine Mahlzeit der Chettinad-Küche auf einem Bananenblatt serviert

Außer für ihre Architektur ist die Region Chettinad für ihre kulinarische Tradition bekannt. In der Region wird eine besonders schmackhafte Variante der tamilischen Küche gepflegt. Die Chettinad-Küche zeichnet sich besonders durch ihre Fleischgerichte aus, während die tamilische Küche ansonsten überwiegend vegetarisch geprägt ist. Das bekannteste Gericht der Chettinad-Küche ist Chicken Chettinad, ein scharf gewürztes Hühnercurry. Sogenannte Chettinad-Restaurants, die auf nichtvegetarische Kost spezialisiert sind, finden sich in ganz Tamil Nadu.